# Oecothea praecox
Oecothea praecox är en tvåvingeart som beskrevs av Friedrich Hermann Loew 1862. Oecothea praecox ingår i släktet Oecothea och familjen myllflugor. Arten har ej påträffats i Sverige. Inga underarter finns listade i Catalogue of Life.